# 新开河镇 (满洲里市)
新开河镇是中华人民共和国内蒙古自治区呼伦贝尔市满洲里市下辖的一个镇。
2014年，内蒙古自治区人民政府批复同意撤销满洲里市新开河街道办事处，从原新开河街道办事处划出209.95平方公里区域，设置新开河镇。

## 行政区划
新开河镇下辖以下村级行政区划单位：
胜利社区、站前社区、兴农社区和二卡社区。